# Rob Waters
Rob Waters fue el guitarrista de la banda de Nu metal, Limp Bizkit antes de la llegada de Wes Borland a la banda. Cuando Rob estaba en la banda, el conjunto se llamaba Limp Biscuit y no Limp Bizkit como son conocidos hoy en día. En el corto plazo que estuvo, solamente alcanzó a grabar un "Demo Cassette" (maqueta) titulado Mental Aquaducts en el año 1995. Rob creció en Jacksonville, Florida y sigue viviendo allí, hoy en día toca en diferentes bandas de la ciudad. No mantiene resentimientos con la banda actual y ha apreciado su elogio hacia ellos, como ha dejado demostrado en pasadas entrevistas.